# Tangata alpina
Tangata alpina là một loài nhện trong họ Orsolobidae.
Loài này thuộc chi Tangata. Tangata alpina được Raymond Robert Forster miêu tả năm 1956.